# Stefanie Zweig
Stefanie Zweigová (19. září 1932 Głubczyce (Leobschütz), Horní Slezsko – 25. dubna 2014) byla německá židovská spisovatelka a novinářka. Není příbuzná s rakouským spisovatelem Stefanem Zweigem.

## Život a dílo
Roku 1938 uprchla židovská rodina Stefanie Zweigové před německým nacistickým režimem do africké Keni, kde strávila Stefanie svoje dětství a zemi si zamilovala. Stefanie zde navštěvovala anglickou školu, roku 1941 se rodina prostřednictvím pohlednice dozvěděla o transportu babičky Stefanie do nacistického koncentračního tábora v okupovaném Polsku. Roku 1947 se Stefanie vrátila do Německa, kde se její otec stal soudcem.
Stefanie ještě dvakrát navštívila Keňu. Roku 1980 vydala svoji první vzpomínkovou knihu Ein Mund voll Erde, pojednávající o dětské lásce k domorodému chlapci. Už tato kniha byla odměněna několika cenami a stala se bestsellerem. Následoval autobiografický román Nikde v Africe o afrických osudech Stefaniiny rodiny. Postavy získaly nová jména, některé událostí byly vypuštěny, jiné přidány, víceméně se ale opět jedná o vzpomínkovou knihu. Pokračováním tohoto románu je kniha Irgendwo in Deutschland, která zpracovává hrdinčiny osudy po návratu do původní vlasti.
Stefanie Zweigová věnovala i dětské literatuře. Do roku 1988 působila jako redaktorka frankfurtských novin Abendpost/Nachtausgabe.

## Filmová zpracování
- Roku 2001 byl podle románu Nikde v Africe natočen stejnojmenný film, oceněný v roce 2003 Oscarem.